# Szabó Kálmán (politikus)
Sziklóssi Szabó Kálmán (Szentmárton, 1813. december 15. – Péterháza, 1883. december 24.) ügyvéd, honvédszázados, politikus, országgyűlési követ, majd képviselő, Győr vármegye alispánja, később főispánja.

## Életrajza
Korán vármegyéje szolgálatába állt. Az 1843-44-es rendi országgyűlésre már őt küldték követül, valamint Balogh Kornélt. Később, már az 1848–49-es forradalom és szabadságharc alatt kinevezték a vármegye alispánjává. Nem sokkal később a horvát támadás hírére szeptember 20-án a vármegye kormánybiztosa is lett, valamint honvéd százados. Amikor 1848 végén Győrt elfoglalták a császáriak, alispáni állásából felfüggesztették, helyére Balogh Kornélt, korábbi követtársát nevezték ki. Győr felszabadítása után újból alispán lett, majd a császáriak visszatértével megint elmozdították állásából. Rövid ideig a győri karmeliták épületében kialakított börtönben raboskodott.
1861-ben a politikai enyhülés során újra alispánná lett, egyúttal pedig az 1861-es választásokon megválasztották az öttevényi kerületben országgyűlési képviselőnek. Az enyhülés azonban hamar megtorpant, még az év végén feloszlatta a király a parlamentet, amivel őt elköszönt alispáni székétől.
A kiegyezést követően, azonnal, 1867-ben harmadszorra is Győr vármegye alispánja lett. Tisztét 1871-ig látta el. Mindvégig a Határozati Párt illetve a Balközép Párt tagja, azon belül is Tisza Kálmán híve volt, így mikor 1875-ben a Balközép egyesült a Deák-párttal, az abból született Szabadelvű Párt tagja lett. Amint Wenckheim Béla lemondásával Tisza miniszterelnök lett még 1875 októberében, az akkor már másfél éve betöltetlen főispáni székbe Szabó Kálmánt nevezte ki. A pozíciót 1875-től 1881-ig töltötte be, azután több tisztséget már nem vállalt. 1883-ban hunyt el, a bezi temetőben helyezték örök nyugalomra.